# Isotopes de l'azote
L'azote (N, numéro atomique 7) possède 16 isotopes connus de nombre de masse variant de 10 à 25, ainsi qu'un isomère nucléaire, 11mN. Deux d'entre eux sont stables et présents dans la nature, l'azote 14 (14N) et l'azote 15 (15N), le premier représentant la quasi-totalité de l'azote présent (99,64 %). Ils sont très utilisés pour les études isotopiques notamment du cycle de l'azote et des réseaux trophiques.
On assigne à l'azote une masse atomique standard de 14,0067 u.
Tous ses radioisotopes ont une durée de vie courte, l'azote 13 (13N) ayant la demi-vie la plus longue, 9,965 minutes, tous les autres ayant une demi-vie inférieure à 7,15 secondes, et la plupart d'entre eux inférieure à 625 ms.
Les isotopes plus légers que les isotopes stables se désintègrent en général en isotopes du carbone, par émission de proton ou émission de positron (β+) et les plus lourds par désintégration β− en isotopes de l'oxygène.

## Azote naturel
L'azote naturel est constitué des deux isotopes stables 14N et 15N, ce dernier étant très minoritaire.
| Isotope | Abondance (pourcentage molaire) | Gamme de variation |
| ------- | ------------------------------- | ------------------ |
| 14N     | 99,636 (20) %                   | 99,579 – 99,654    |
| 15N     | 0,364 (20) %                    | 0,346 – 0,421      |

## Isotopes notables

### Azote 9
L'azote 9 (9N), constitué de 7 protons et seulement 2 neutrons, est le nucléide connu le plus riche en protons (proportionnellement) : Z/N = 3,5. Le noyau est constitué d'un noyau d'hélium 4 entouré de cinq protons dans des états non liés. Il est radioactif de très courte demi-vie et semble se désintégrer en hélium 4 par l'émission de ces cinq protons,.

### Azote 13
L'azote 13 (13N) est l'isotope de l'azote dont le noyau est constitué de 7 protons et de 6 neutrons. C'est un radioisotope, notamment issu de la transmutation radioactive de l'oxygène 13, qui se transforme en carbone 13 par émission de positon, et est pour cette raison utilisé en tomographie par émission de positron.

### Azote 14
L'azote 14 (14N) est l'isotope de l'azote dont le noyau est constitué de 7 protons et de 7 neutrons. C'est l'un des deux isotopes stables de l'azote, et représente 99,636 % de l'azote présent sur Terre.
L'azote 14 est l'un des rares isotopes stables avec un nombre impair à la fois de protons et de neutrons. Chacun contribuant au spin nucléaire pour plus ou moins 1/2, résultant pour un moment magnétique total de spin de 1.
Comme tous les éléments plus lourds que le bore, on pense que la source originale de 14N (et de 15N) dans l'Univers est la nucléosynthèse stellaire, où il est produit lors du cycle CNO.
L'azote 14 est la source du carbone 14 naturel : certaines radiations cosmiques provoquent une réaction nucléaire avec le 14N de la haute atmosphère, créant du 14C. Ce radioisotope se désintègre ensuite de nouveau en azote 14 avec une demi-vie d'environ 5730 ans.

### Azote 15
L'azote 15 (15N) est l'isotope de l'azote dont le noyau est constitué de 7 protons et de 8 neutrons. C'est le second des deux isotopes stables de l'azote, et représente 0,364 % de l'azote présent sur Terre. Il est impliqué dans le cycle CNO qui est le processus fournissant la plupart de l'énergie des étoiles plus massives que le Soleil.
Cet isotope est souvent utilisé en recherche agricole et médicale, par exemple dans l'expérience de Meselson-Stahl, pour établir la nature de la réplication de l'ADN. Une extension de cette recherche a résulté en le développement de méthode de sonde à isotope stable à base d'ADN qui permet d'observer les liens entre les fonctions métaboliques et l'identité taxonomique des micro-organismes de l'environnement, sans avoir à isoler la culture,. L'azote 15 est largement utilisé pour tracer les minéraux composés d'azote (en particulier les fertilisants), et lorsqu'il est utilisé en combinaison avec d'autres traceurs isotopiques, il est un très important traceur pour décrire l'évolution des polluants organo-nitrés,.
L'azote 15 est fréquemment utilisé en spectroscopie RMN, car contrairement à l'abondant azote 14 qui a un spin entier et donc un moment quadripolaire, 15N a un spin de 1/2−, ce qui offre des avantages en RMN, comme une épaisseur de ligne plus fine. Les protéines peuvent être marquées isotopiquement en les cultivant sur un milieu contenant 15N comme seule source en azote. L'azote 15 peut aussi être utilisé pour marquer les protéines en protéomique quantitative (SILAC (en)).
Aussi, le ratio 15N/14N dans un organisme peut donner des indices sur son régime, un déplacement vers le haut dans la chaîne alimentaire tendant à concentrer l'isotope 15N, de 3 à 4 ‰ à chaque étape dans la chaîne alimentaire.
L'azote 15 peut être produit à partir de deux sources, l'émission de positon à partir de l'oxygène 15 et par désintégration β− du carbone 15.

### Azote 16
L'azote 16 (16N) est un isotope instable de l'azote, dont le noyau est constitué de 7 protons et de 9 neutrons. Sa période est de 7,13 s. Il se désintègre en oxygène 16 en émettant un électron et un rayon gamma spécialement énergétique (10,419 MeV). Il est notamment formé dans le cœur des réacteurs à eau par activation de l'oxygène de l'eau par le flux neutronique rapide. Le rayonnement gamma de l'azote 16 est la principale source de rayonnement au voisinage du circuit primaire des réacteurs à eau. Du fait de la période très courte de son émetteur, ce rayonnement disparait dans les tout premiers instants suivants l'arrêt du réacteur.

## Table des isotopes
| Symbole de l'isotope | Z (p)                | N (n)                | masse isotopique (u) | Demi-vie                            | Mode(s) de désintégration | Isotope(s) fils | Spin nucléaire |
| Symbole de l'isotope | Énergie d'excitation | Énergie d'excitation | Énergie d'excitation | Demi-vie                            | Mode(s) de désintégration | Isotope(s) fils | Spin nucléaire |
| -------------------- | -------------------- | -------------------- | -------------------- | ----------------------------------- | ------------------------- | --------------- | -------------- |
| 9N                   | 7                    | 2                    |                      |                                     | 5p                        | 4He             |                |
| 10N                  | 7                    | 3                    | 10,04165(43)         | 200(140)×10−24 s [2,3(16) MeV]      | p                         | 9C              | (2−)           |
| 11N                  | 7                    | 4                    | 11,02609(5)          | 590(210)×10−24 s [1,58(+75−52) MeV] | p                         | 10C             | 1/2+           |
| 11mN                 | 7                    | 4                    | 740(60) keV          | 6,90(80)×10−22 s                    |                           |                 | 1/2−           |
| 12N                  | 7                    | 5                    | 12,0186132(11)       | 11,000(16) ms                       | β+ (96,5 %)               | 12C             | 1+             |
| 12N                  | 7                    | 5                    | 12,0186132(11)       | 11,000(16) ms                       | β+, α (3,5 %)             | 8Be             | 1+             |
| 13N                  | 7                    | 6                    | 13,00573861(29)      | 9,965(4) min                        | β+                        | 13C             | 1/2−           |
| 14N                  | 7                    | 7                    | 14,0030740048(6)     | Stable                              | Stable                    | Stable          | 1+             |
| 15N                  | 7                    | 8                    | 15,0001088982(7)     | Stable                              | Stable                    | Stable          | 1/2−           |
| 16N                  | 7                    | 9                    | 16,0061017(28)       | 7,13(2) s                           | β− (99,99 %)              | 16O             | 2−             |
| 16N                  | 7                    | 9                    | 16,0061017(28)       | 7,13(2) s                           | β−, α (0,001 %)           | 12C             | 2−             |
| 17N                  | 7                    | 10                   | 17,008450(16)        | 4,173(4) s                          | β−, n (95,0 %)            | 16O             | 1/2−           |
| 17N                  | 7                    | 10                   | 17,008450(16)        | 4,173(4) s                          | β− (4,99 %)               | 17O             | 1/2−           |
| 17N                  | 7                    | 10                   | 17,008450(16)        | 4,173(4) s                          | β−, α (0,0025 %)          | 13C             | 1/2−           |
| 18N                  | 7                    | 11                   | 18,014079(20)        | 622(9) ms                           | β− (76,9 %)               | 18O             | 1−             |
| 18N                  | 7                    | 11                   | 18,014079(20)        | 622(9) ms                           | β−, α (12,2 %)            | 14C             | 1−             |
| 18N                  | 7                    | 11                   | 18,014079(20)        | 622(9) ms                           | β−, n (10,9 %)            | 17O             | 1−             |
| 19N                  | 7                    | 12                   | 19,017029(18)        | 271(8) ms                           | β−, n (54,6 %)            | 18O             | (1/2−)         |
| 19N                  | 7                    | 12                   | 19,017029(18)        | 271(8) ms                           | β− (45,4 %)               | 19O             | (1/2−)         |
| 20N                  | 7                    | 13                   | 20,02337(6)          | 130(7) ms                           | β−, n (56,99 %)           | 19O             |                |
| 20N                  | 7                    | 13                   | 20,02337(6)          | 130(7) ms                           | β− (43,00 %)              | 20O             |                |
| 21N                  | 7                    | 14                   | 21,02711(10)         | 87(6) ms                            | β−, n (80,0 %)            | 20O             | 1/2−#          |
| 21N                  | 7                    | 14                   | 21,02711(10)         | 87(6) ms                            | β− (20,0 %)               | 21O             | 1/2−#          |
| 22N                  | 7                    | 15                   | 22,03439(21)         | 13,9(14) ms                         | β− (65,0 %)               | 22O             |                |
| 22N                  | 7                    | 15                   | 22,03439(21)         | 13,9(14) ms                         | β−, n (35,0 %)            | 21O             |                |
| 23N                  | 7                    | 16                   | 23,04122(32)#        | 14,5(24) ms [14,1(+12−15) ms]       | β−                        | 23O             | 1/2−#          |
| 24N                  | 7                    | 17                   | 24,05104(43)#        | <52 ns                              | n                         | 23N             |                |
| 25N                  | 7                    | 18                   | 25,06066(54)#        | <260 ns                             |                           |                 | 1/2−#          |

1. 1 2  En plus de l'azote 14, les quatre autres atomes stables ayant un nombre impair de protons et neutrons sont le deutérium, le lithium 6, le bore 10 et le tantale 180m.
2. ↑  Isotopes stables en gras.
3. ↑  Se désintègre immédiatement en deux particules α, pour une réaction nette : 12N → 3 4He + e+
4. ↑  Utilisé en tomographie par émission de positrons.

### Remarques
- La précision de l'abondance isotopique et de la masse atomique est limitée par des variations. Les échelles de variations données sont normalement valables pour tout matériel terrestre normal.
- Les valeurs marquées # ne sont pas purement dérivées des données expérimentales, mais aussi au moins en partie à partir des tendances systématiques. Les spins dont la détermination est incertaine sont entre parenthèses.
- Les incertitudes sont données de façon concise entre parenthèses après la décimale correspondante. Les valeurs d'incertitude dénotent un écart-type, à l'exception de la composition isotopique et de la masse atomique standard de l'IUPAC qui utilisent des incertitudes élargies.